# No Boundaries
No Boundaries (рус. без границ) — сингл 2009 года победителя 8 сезона реалити-шоу American Idol.
Её со автором был судья из American Idol Кара ДиоГарди вместе с Кэти Деннис и Митчем Алланом. Это первый сингл победителя Криса Аллена и занявшего второе место Адама Ламберта. Версия песни и Ламберта, и Аллена были выпущены в цифровой дистрибуции 20 мая 2009 года.
Это второй сингл победителя American Idol, который был выпущен и победителем, и занявшим второе место. Первый сингл был Inside Your Heaven с 4 сезона, выпущенным победительницей Кэрри Андервуд и занявшим второе место Bo Bice.
Это также второй сингл победителя American Idol, который не был на дебютном альбоме победителя после Тейлор Хикс Do I Make You Proud в 2006.

## Отзывы
Песня в процессе получила смешанные оценки. Между версией Криса Аллена и Адама Ламберта версия Аллена была распродана больше в цифровом формате на сегодняшний день.
Бывший продюсер American Idol Найджел Литго описал услышанную песню, как «только одни недостатки» с Великого Финала American Idol. Миша Берсон из The Seattle Times назвал песню "возможно, самая немелодичная, «заезженная» трепня 'воодушевляющего' хлама, которая любой American Idol обременил себя на последний шанс победить".
Слова песни привлекли отдельных критиков: Джила Кауфмана с MTV
, описав их как «титаническая груда напыщенных клише», ссылаясь на припев:

Каждый шаг подобен восхождению на гору,
С каждым вздохом все труднее верить,
Ты преодолеваешь это, несмотря на боль,
Выдерживаешь натиск урагана,
Чтоб понять лишь одно:
Когда ты думаешь, что дорога ведет в никуда,
Когда ты почти уже отказался от своей мечты,
Мечта возьмет тебя за руку,
Покажет тебе, что ты справишься
Оригинальный текст (англ.)
With every step you climb another mountain
Every breath it's harder to believe
You make it through the pain, weather the hurricanes
To get to that one thing
Just when you think the road is going nowhere
Just when you almost gave up on your dreams
They take you by the hand
and show you that you can

Billboard сделал обзор на каждую версию по отдельности. В версии Аллена, они дали смешанный обзор, сказав «Даже несмотря на то, что Аллен поет строчки типа „нет преград“, его скромная презентация явно не выражается там, где она должна быть. И хотя он поет, что он „заберется на любую гору“, это тот вокалист, который достигнет пика с натренированным, экспертным гидом»." Что касается версии Ламберта, они дали положительный отзыв, сказав: «Есть легкий рывок в его голосе, но Ламберту намного удобнее в оркестровый стиль рока 80-х, чтобы достигнуть потрясающего успеха. Отметая предупреждения на ветер, и, возможно, даже выбросив свой торт на дождь, Ламберт выступает на этой высоте, если бы не безвкусная пауэр-баллада, которую он может „выстоять в ураган“».
Сингл Аллена был распродан 312,000 копиями.

## Список композиций
No Boundaries — Сингл (Версия Криса Аллена)
1. No Boundaries: 3:30

No Boundaries — Сингл (Версия Адама Ламберта)
1. No Boundaries: 3:48

## История релиза
Обе версии
| Регион         | Дата        |
| -------------- | ----------- |
| Австрия        | 20 мая 2009 |
| Канада         | 20 мая 2009 |
| США            | 20 мая 2009 |
| Австралия      | 22 мая 2009 |
| Финляндия      | 22 мая 2009 |
| Великобритания | 22 мая 2009 |
| Филиппины      | 26 мая 2009 |
| Швеция         | 26 мая 2009 |

## Появление в чарте
Крис Аллен
Версия Аллена песни No Boundaries вошла в Billboard Hot 100 29 мая 2009 на #11, продав 134,000 цифровых копий. Также во время той же недели чарта песня дебютировала на #27 в чарте Billboard Hot Adult Contemporary.
| Чарт (2009)                                          | Наивысшая позиция |
| ---------------------------------------------------- | ----------------- |
| Canadian Hot 100                                     | 13                |
| UK Singles Chart                                     | 92                |
| Американский Billboard Hot 100                       | 11                |
| Американский Billboard Hot Adult Contemporary Tracks | 23                |
| Американский Billboard Pop 100                       | 26                |

Адам Ламберт
Версия Ламберта песни No Boundaries вошла в Billboard Hot 100 29 мая 2009 на #72 с продажами приблизительно в 36,000 загрузок.
| Чарт (2009)                     | Наивысшая позиция |
| ------------------------------- | ----------------- |
| Canadian Hot 100                | 52                |
| New Zealand RIANZ Singles Chart | 38                |
| Американский Billboard Hot 100  | 72                |